# Otto Clemens Primavesi
Otto Clemens Primavesi (27. února 1868 Olomouc – 8. února 1926 Vídeň) byl rakouský velkopodnikatel, mecenáš umění a politik německé národnosti z Moravy; poslanec Moravského zemského sněmu.

## Biografie

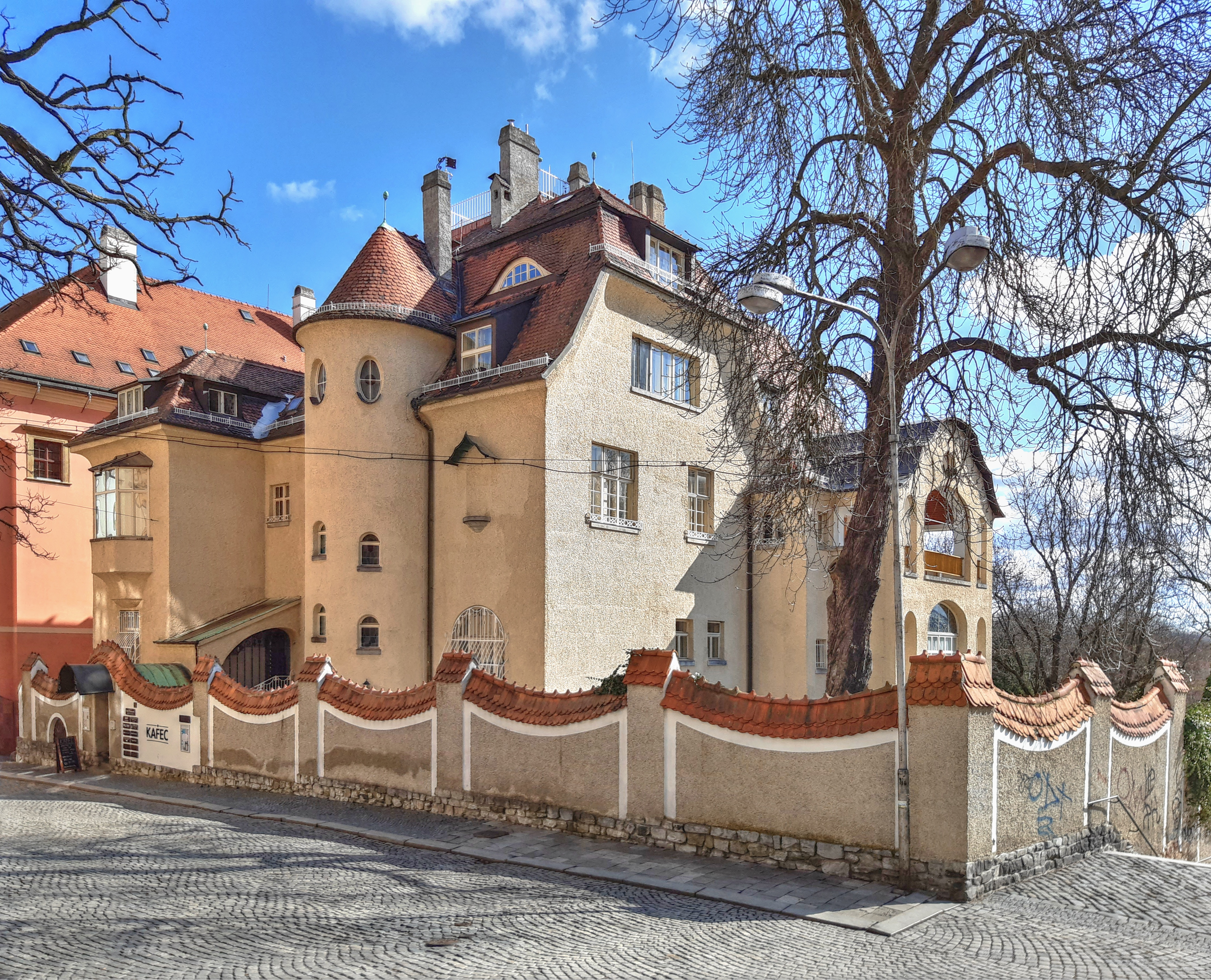
Vila Primavesi v Olomouci

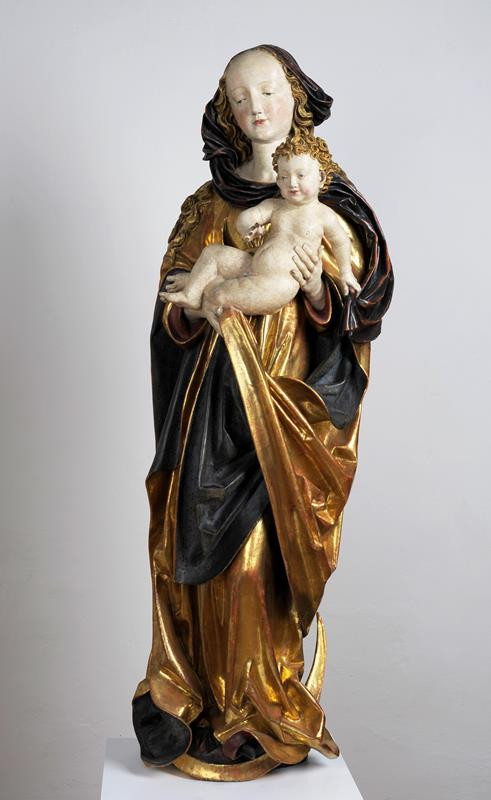
Madona Primavesi z Olomouce (1480-1490), Moravská galerie v Brně

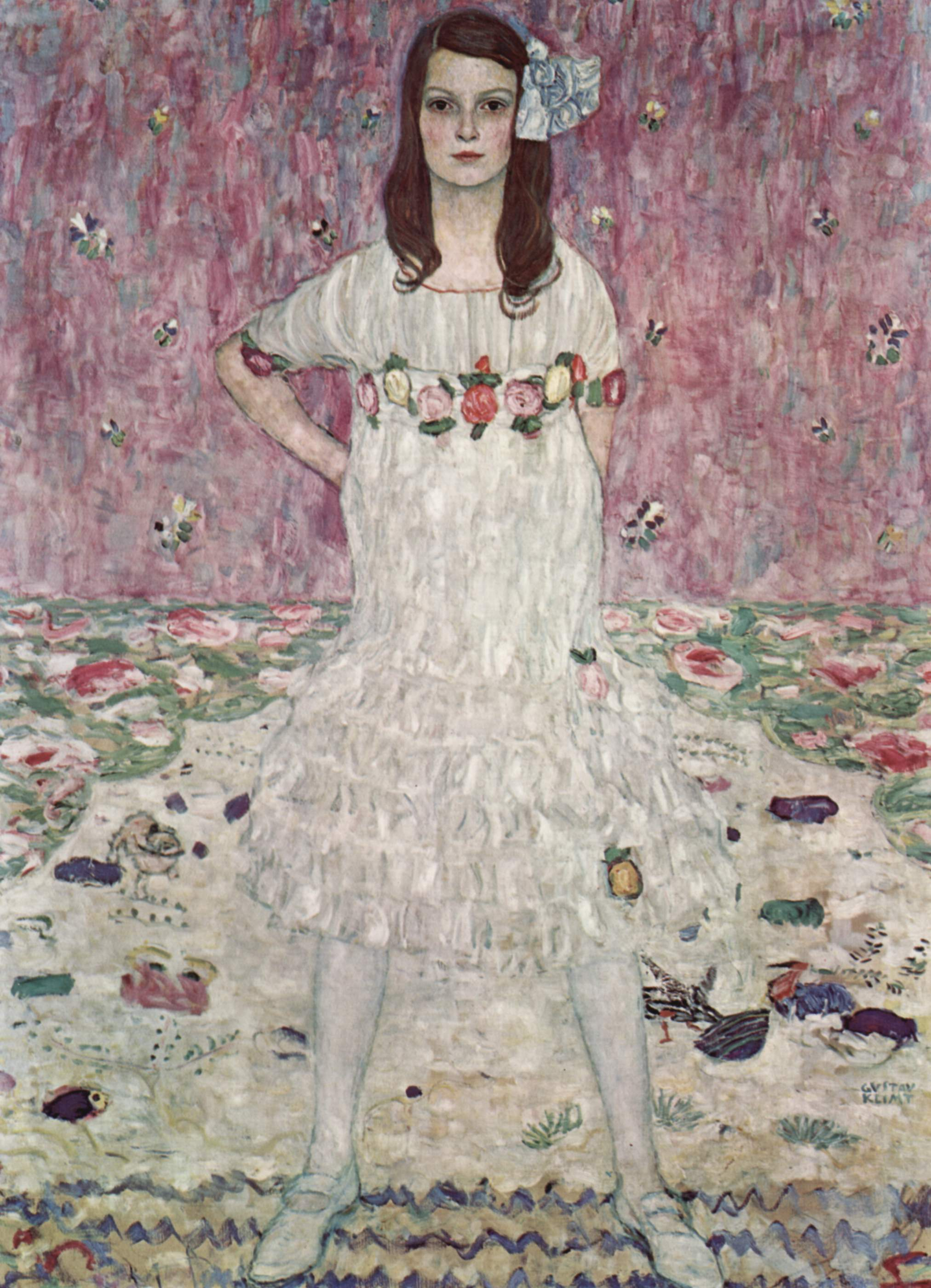
Gustav Klimt: Dcera Mäda Primavesi, 1912–1913

### Podnikatel
Pocházel z vlivné podnikatelské rodiny Primavesi, původem z italské Lombardie, která se na několik generací usadila v Olomouci.
Podnikal v textilním a cukrovarnickém průmyslu, vlastnil několik podniků. Uvádí se jako bratr politika a podnikatele Roberta Primavesiho, podle jiného zdroje byl Robertovým synovcem, ve skutečnosti však byli Otto a Robert bratranci, neboť jejich otcové byli rodnými bratry. Strýcem Otty a Roberta Primavesiových byl továrník Siegmund Primavesi (1824–1910). Ottovým otcem byl podnikatel a politik Moritz Primavesi. Roku 1894 se Otto stal členem předsednictva Svazu moravských cukrovarů. V roce 1914 se uvádí jako viceprezident obchodní a živnostenské komory v Olomouci. Jeho švagrem byl olomoucký starosta Karl Brandhuber.

### Politik
Počátkem 20. století se zapojil i do vysoké politiky. V zemských volbách v roce 1913 byl zvolen na Moravský zemský sněm, za kurii obchodních a živnostenských komor, obvod Olomouc. Uvádí se jako německý pokrokový kandidát (Německá pokroková strana).

### Mecenáš a sběratel umění
Byl proslulým mecenášem umění. V asanačním pásmu staré Olomouce si v letech 1905–1906 dal postavit Vilu Primavesi (původně ji nazýval vila Eugenia). Navrhla ji dvojice vídeňských architektů Franz von Krauss a Josef Tölk. Objekt představoval technický vrchol své doby: měl vlastní elektrárnu, ústřední vytápění, centrální vysavač prachu a ventilační systém. Se strohým zevnějškem kontrastovaly luxusní interiéry v secesním stylu, hala procházející dvěma patry s mozaikou na klenbě a na stěnách, vybavení dvou pokojů si objednal u Josefa Hoffmanna, sochařskou výzdobu dodal Anton Hanak, další uměleckořemeslné prvky Anton Pospischil. 

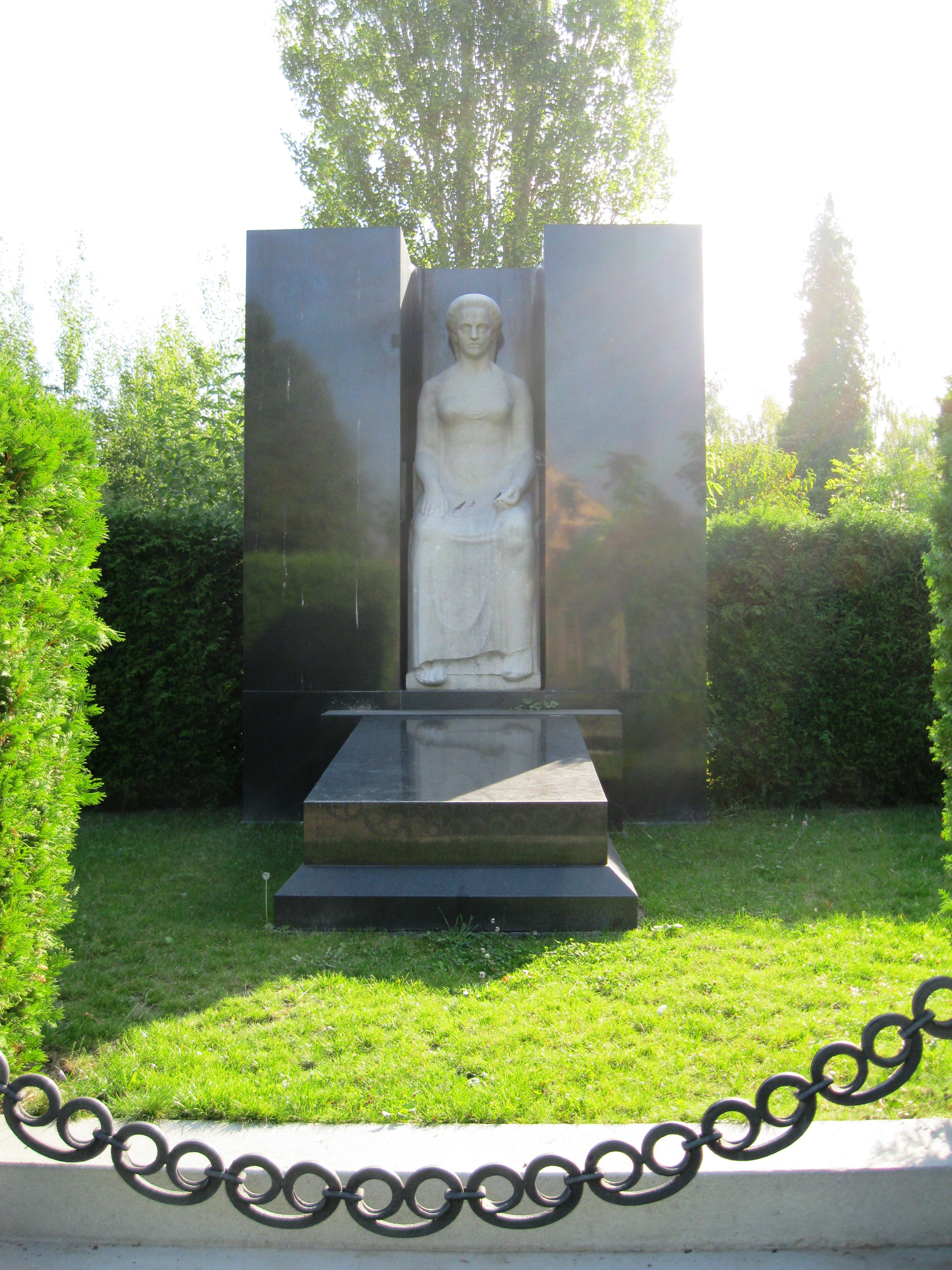
Hrobka rodiny Primavesi na Ústředním hřbitově v Olomouci (autor sochy Anton Hanak)

Primavesi financoval vídeňské uměleckořemeslné dílny Wiener Werkstätte, v letech 1913 až 1925 vykonával funkci jejich ředitele. Roku 1894 se za něj provdala herečka Eugenia Primavesi, rozená Butscheková (1874–1962), která se kontaktům s umělci věnovala především. Manželé měli čtyři děti. Eugenii a devítiletou dceru Magdalénu Gertrudu Primavesi (1903-2000), zvanou Mäda, portrétoval vídeňský secesní malíř Gustav Klimt. Oba obrazy po bankrotu prošly různými sbírkami, než se dostaly do muzeí: Mäda byla roku 1964 zakoupena do Metropolitního muzea umění v New Yorku Portrét Eugenie (někdy označovaný Mäda starší), rovněž procházel různými sbírkami a nyní je vystaven v městské galerii Toyota v Japonsku.
Manželé Primavesi si v letech 1913–1915 dali postavit ještě venkovské sídlo v Koutech nad Desnou, rovněž zařízené výtvarníky uměleckořemeslných dílen Wiener Werkstätte, které však roku 1922 vyhořelo.
Svou podporou zahrnovali také další významné umělce dílen, Otto se pokusil založení jejich agentury v Berlíně (1916), poboček v Mariánských Lázních (1917), Curychu (1917), Veldenu (1922) a v New Yorku (1922), bez ohledu na to, že se po rozpadu Rakouska vídeňská centrála již roku 1918 dostávala do finančního deficitu.
Poté, co se rodinná banka Primavesi dostala do finančních potíží, Otto 25. června 1925 převedl svůj podíl ve Wiener Werkstätte na manželku, aby zabránil jejich zahrnutí do případného úpadkového řízení. Na sklonku života čelil značným finančním problémům, jeho olomoucká banka zbankrotovala v dubnu 1926, roku 1925 musel prodat i olomouckou vilu Primavesi.

### Úmrtí
Zemřel v únoru 1926 ve Vídni po delší nemoci ve věku 60 let. Uvádí se, že Otto spáchal sebevraždu zastřelením.. Byl pohřben v majestátní rodinné hrobce na Ústředním hřbitově v Olomouci - Neředíně z černých mramorových bloků se sochou truchlící ženy od Antona Hanaka.